# اورلئان (حوزه سرشماری)، ماساچوست
اورلئان (به انگلیسی: Orleans) یک منطقهٔ مسکونی در ایالات متحده آمریکا است که در شهرستان برنستبل، ماساچوست واقع شده‌است. اورلئان ۶٫۲ کیلومتر مربع مساحت و ۱٬۶۲۱ نفر جمعیت دارد و ۱۸ متر بالاتر از سطح دریا واقع شده‌است.